# Vinya
|  | Aquest article parla sobre la planta. Pel conreu, vegeu vinyar. |

La vinya és una planta del gènere Vitis originària d'Àsia. A les terres de parla catalana es conrea en vinyes o vinyars l'espècie Vitis vinifera per a obtenir-ne raïm.
Segons l'edat, el cep rep noms diferents:
- Mallol: cep d'1 any.
- Estufera: cep de 2 anys o 3 anys.
- Planta: cep de 4 anys.
- Forqueta: cep de 5 anys.[1]

## Morfologia
És una planta arbustiva amb fulles simples lleugerament palmades, anomenades pàmpols. Normalment el tronc es poda perquè no creixi excessivament. En les vinyes tradicionals o en vas es deixen quatre branques principals, molt curtes, d'on surten les vergues; en les vinyes emparrades, que permeten fer la verema a màquina, se'n deixen dues.
El fruit, el raïm, és madur de la darreria d'agost fins al novembre. De raïm n'hi ha de blanc o de negre segons la pigmentació de la pell, que és el que determinarà el color del vi. El agrupaments de pocs grans de raïm, molts menys que no en tenen els raïms pròpiament dits, s'anomenen gotims, carrolls o carrassos (xanglots o  bagots al País Valencià).

## Feines agràries de la vinya

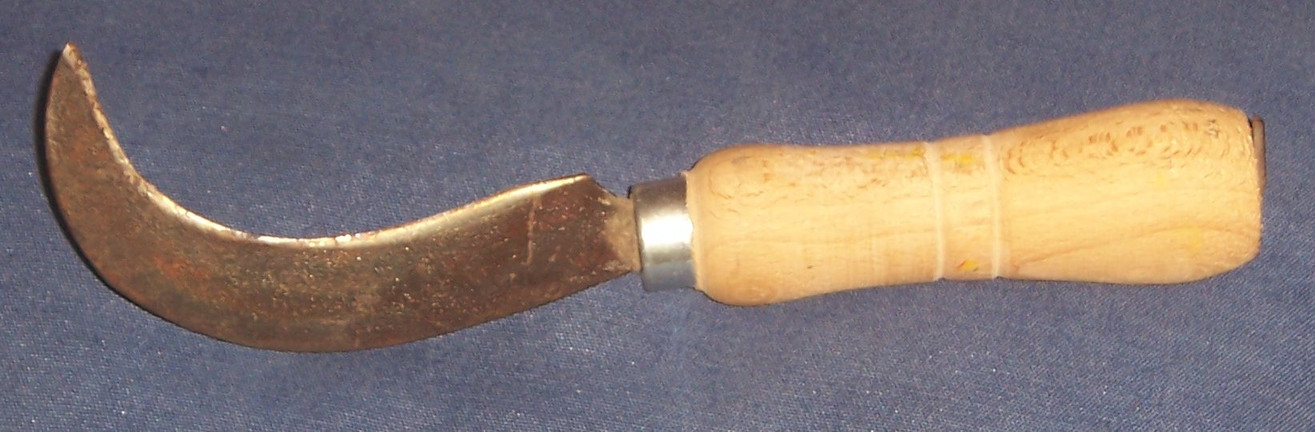
Podall o falçó, una de les eines emprades per a esporgar un cep.

- Plantar els mallols, que normalment són de portaempelt americà, resistent a la fil·loxera
- Empeltar de la varietat desitjada
- Esporgar la vinya (hivern)
- Escavallar (primavera, primeria d'estiu)
- Verema (finals d'estiu i tardor, segons la zona geogràfica i la varietat)
- A més, les feines genèriques de llaurar, adobar, ensulfatar

Antigament els ceps es plantaven en els pitjors terrenys. S'hi escampaven sense ordre i aprofitant molt l'espai disponible, amb plantacions de més de 4.000 ceps per hectàrea. Com que el conreu i la verema d'aquestes vinyes requeria molta mà d'obra, en les noves plantacions es va anar imposant d'alinear les soques en rengleres deixant-hi més espai entremig per a poder treballar les vinyes amb bestiar gros. Amb la mecanització de la viticultura, els passos entre fileres de ceps van haver de fer-se més amples: si bé minvava el nombre de plantes per unitat de superfície, s'hi guanyava en comoditat a l'hora de treballar-hi. Les vinyes emparrades tenen més regular la maduració i permeten mecanitzar la verema.

### Propagació de les vinyes

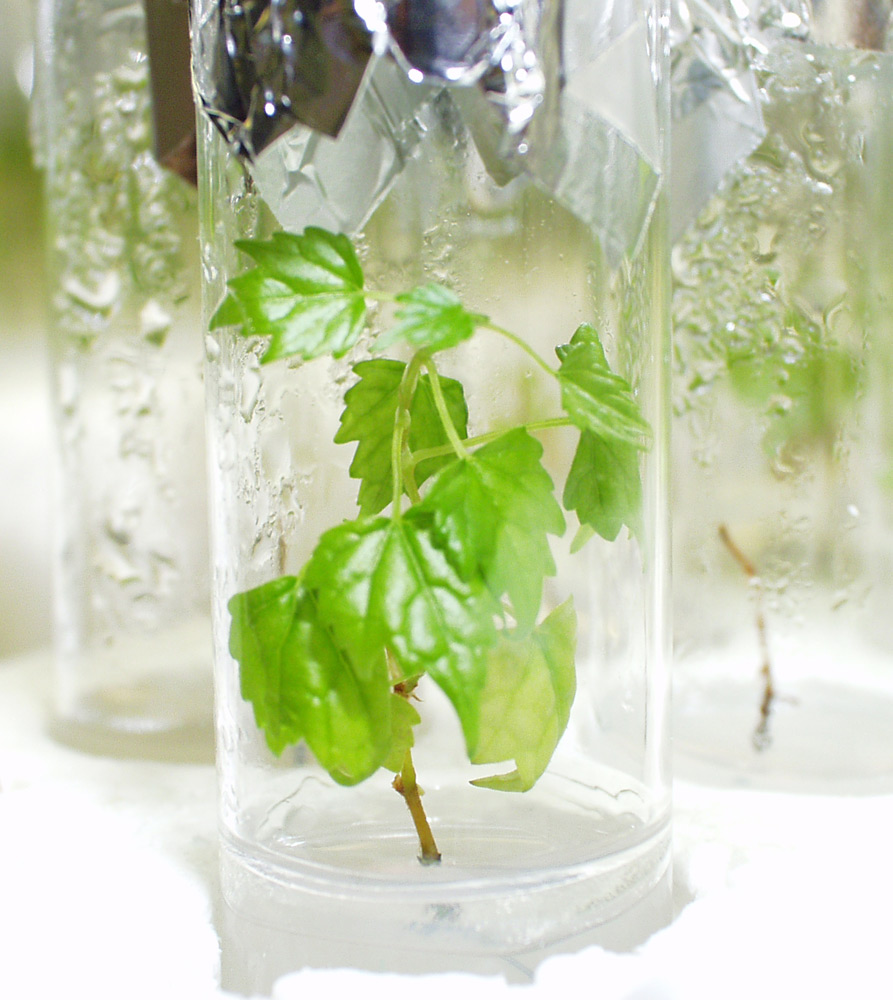
Vitis vinifera micropropagada en agar amb una tècnica de microesqueixat.

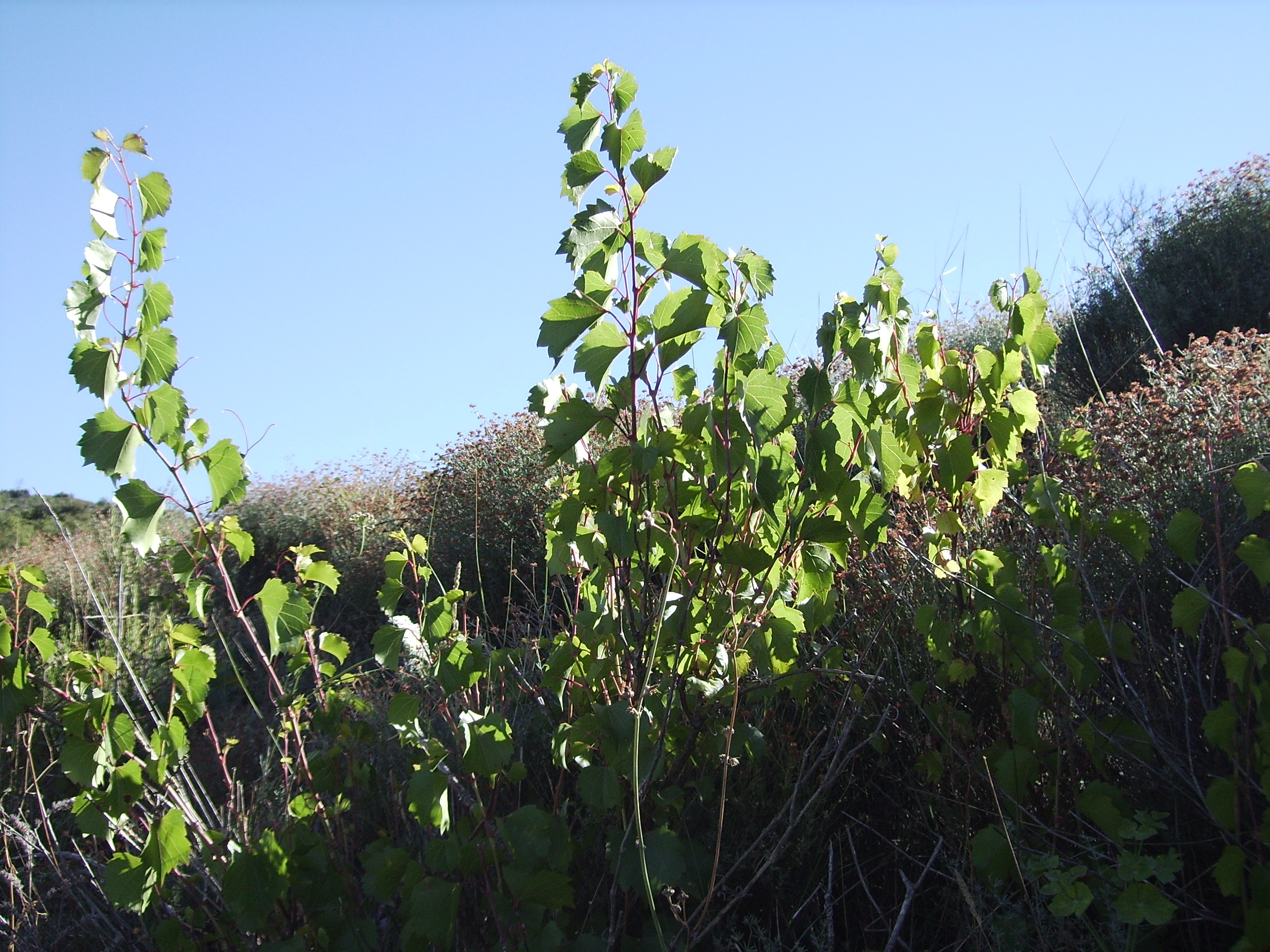
Portaempelt americà per a vinya

Es poden propagar ceps per llavors, per estaques, per plançons o per empelt. Les llavors s'utilitzen principalment per a produir noves varietats. Comercialment, la forma més emprada són les estaques. Si són conreus de difícil arrelament s'usen plançons.
Per llavor: la llavor de cep germina sense dificultat. Amb llavor de Vitis vinifera els millors resultats s'obtenen després d'haver-les tingudes amb estratificació humida a 4 °C o 5 °C durant unes dotze setmanes abans de sembrar.
Per estaca o esqueix: la majoria de les varietats de cep s'inicien fàcilment per estaques de fusta dura. El material per a fer les estaques s'ha de recollir durant el període de repòs del cep. S'han de fer servir tòries (sarments) ben desenvolupades de l'any, normalment de 0,82 cm a 1,2 cm de diàmetre i de 30 cm a 40 cm de llarg. Un trimestre de desenvolupament en el viver és suficient per a obtenir plantes de mida apropiada per a trasplantament de vinyes. Normalment no cal fer servir hormones de fer treure arrels.
Per condicionat, Piscina: es fa servir el condicionat, Piscina aeri o el condicionat, Piscina simple, de trinxera o de monticle.
Per empelt: l'empelt de banc no es fa servir gaire (empelt d'arrel); les estaques s'empelten pel mètode de llengüeta o bé pel de pua. L'empelt de llengüeta es fa amb estaques sense borrons, arrelades o sense arrelar, a darreria d'hivern o primeria de primavera, obtingudes de material prèviament col·lectat en estat latent tant de la pua com del patró. En els ceps, la presència d'aire en la unió de l'empelt és essencial per a una cicatrització adequada. Un cop fets els empelts, les estaques s'han de mantenir tres o quatre setmanes en sorra mullada a una temperatura d'uns 24 °C. L'empelt de pua o de borró sobre patrons s'usa ocasionalment per a fer augmentar la vida de les soques, el vigor de les plantes i els rendiments. Si en una terra hi ha organismes perjudicials com la fil·loxera i els nematodes de les arrels i s'hi han de conrear varietats que hi són susceptibles com la Vitis vinifera, cal empeltar aquestes varietats, de pua o de gemma, sobre un portaempelt resistent.
Empelt de fusta verda: és un procediment ràpid i simple per a propagar Vitis vinifera sobre patrons resistents. Una pua de fusta verda amb un sol borró s'empelta durant l'estació de creixement actiu sobre branques noves que surten o bé d'una estaca arrelada de l'any o bé d'una estaca a mitjans del primer trimestre d'arrelament. Es fa amb un empelt de fenedura.
Empelt de borró: és un bon mètode per a establir varietats de vinya sobre patrons resistents. Es fa a la tardor sobre estaques plantades a la vinya l'hivern o la primavera anterior. L'empelt es pot fer amb estelles. Els borrons s'empelten en el patró prop del nivell del sòl i es cobreixen amb uns 10 a 25 cm de terra ben esterrossada i humida. En aquest cas l'empelt en T no s'usa perquè el borró és molt gros.

### Forma dels ceps
La forma ideal dels ceps depèn de la destinació final dels raïms. Bàsicament hi ha dos destins: el raïm de taula i el raïm per a fer vi.

#### Raïm de taula
Les formes principals són tres: sistema Guyot, sistema Thoméry i ceps de cordó vertical permanent.
- Sistema Guyot.[4][5]
- Sistema Thoméry.[6]

#### Raïm de vi
La conformació dels ceps d'una vinya ja formada pot adoptar formes molt diverses. El resultat final depèn de l'esporgat i dels elements auxiliars de sustentació i guia dels sarments.
La forma més bàsica és la tradicional, amb els sarments distribuïts en volum i el cep en forma de petit arbre. Hi ha altres sistemes que orienten els sarments en una superfície vertical, lliure o en espatllera, o bé en forma de parra (amb la superfície dels sarments paral·lela a terra).
Alguns dels sistemes s'indiquen a continuació.
- Sistema tradicional. Ceps en forma d'arbret. Poda en vas.[7]
- Cordó Guyot.[8]
- Cordó Royat.[9]

## Malalties o malures
Cal diferenciar primerament els símptomes d'una malaltia dels d'una deficiència. Les malalties de la vinya són produïdes principalment per tres tipus d'organismes: fongs, virus i animals paràsits. Entre les malalties produïdes per paràsits són l'acariosi, causada pels àcars, i l'erinosi, també originada pels àcars i que produeix uns bonys grossos a les fulles.
Entre les malalties d'origen víric hi ha l'entrenús curt que afecta els sarments, i l'enrotllat, que deforma les fulles. Aquestes dues malalties es combaten usant material vegetal certificat, perquè els estris vegetals infectats són el focus de transmissió més important.
Altres malalties comunes són:
- Acariosi
- Aranya groga (Eotetranychus carpini)
- Aranya roja (Panonychus ulmi)
- Blima
- Botritis
- Brevipalp (Brevipalpus lewisi)
- Corc de la vinya (Sinoxylon sexdentatum)
- Erinosi
- Eutipa (o eutipiosi)
- Fil·loxera
- Flavescència daurada
- Míldiu
- Oïdi (o oídium o cendrada)
- Xifinema
- Lobesia bottana[10]
- Eupoecilla ambiguella[10]

## Varietats de vinificació (cultivars per a fer vi)

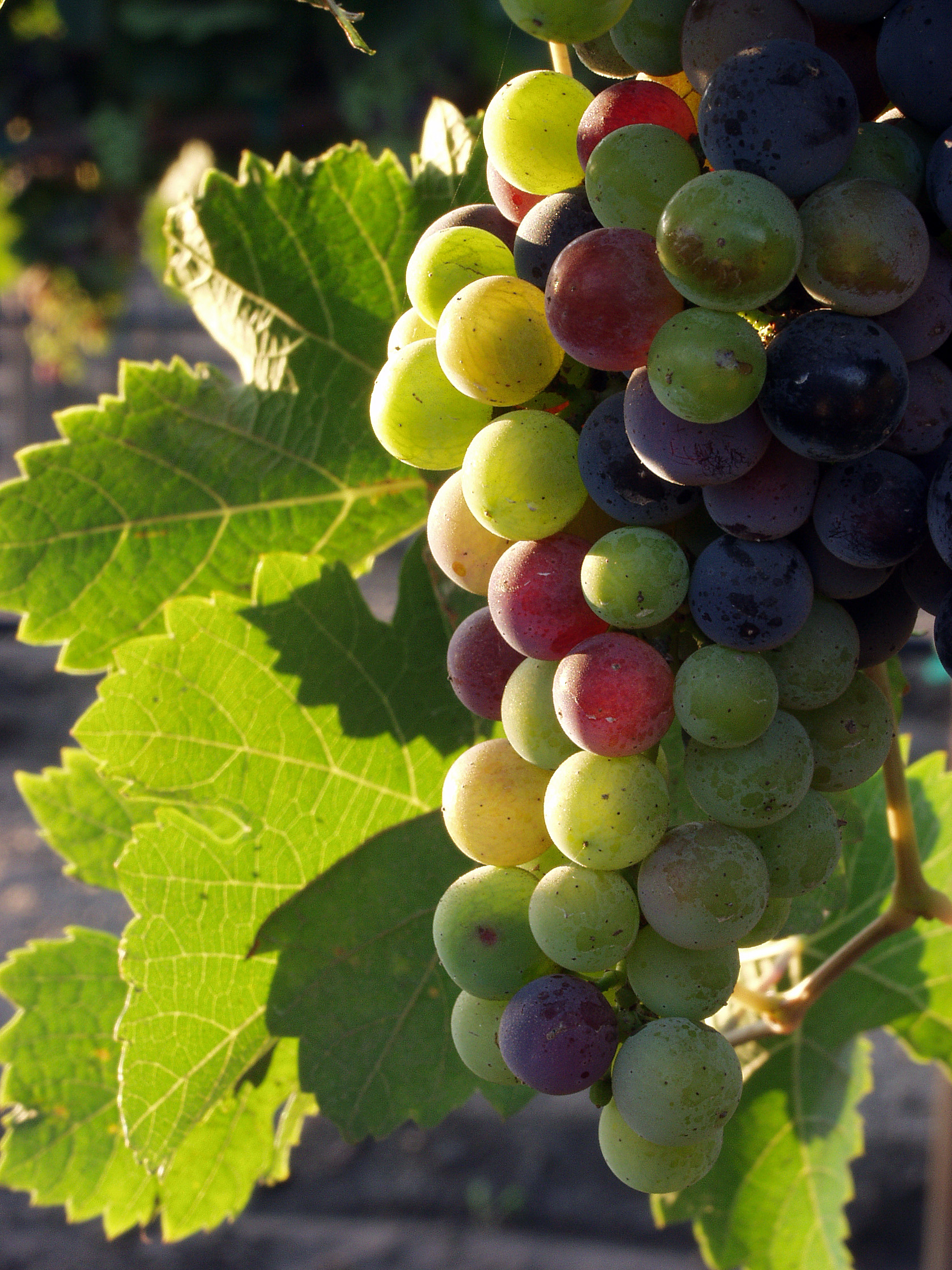
Raïm durant el verol, verolat, enverolat o enverolada (pigmentació)

Vegeu també les varietats viníferes.
Algunes de les varietats de vinificació, o cultivars, que determinen el nom i les característiques del raïm són:

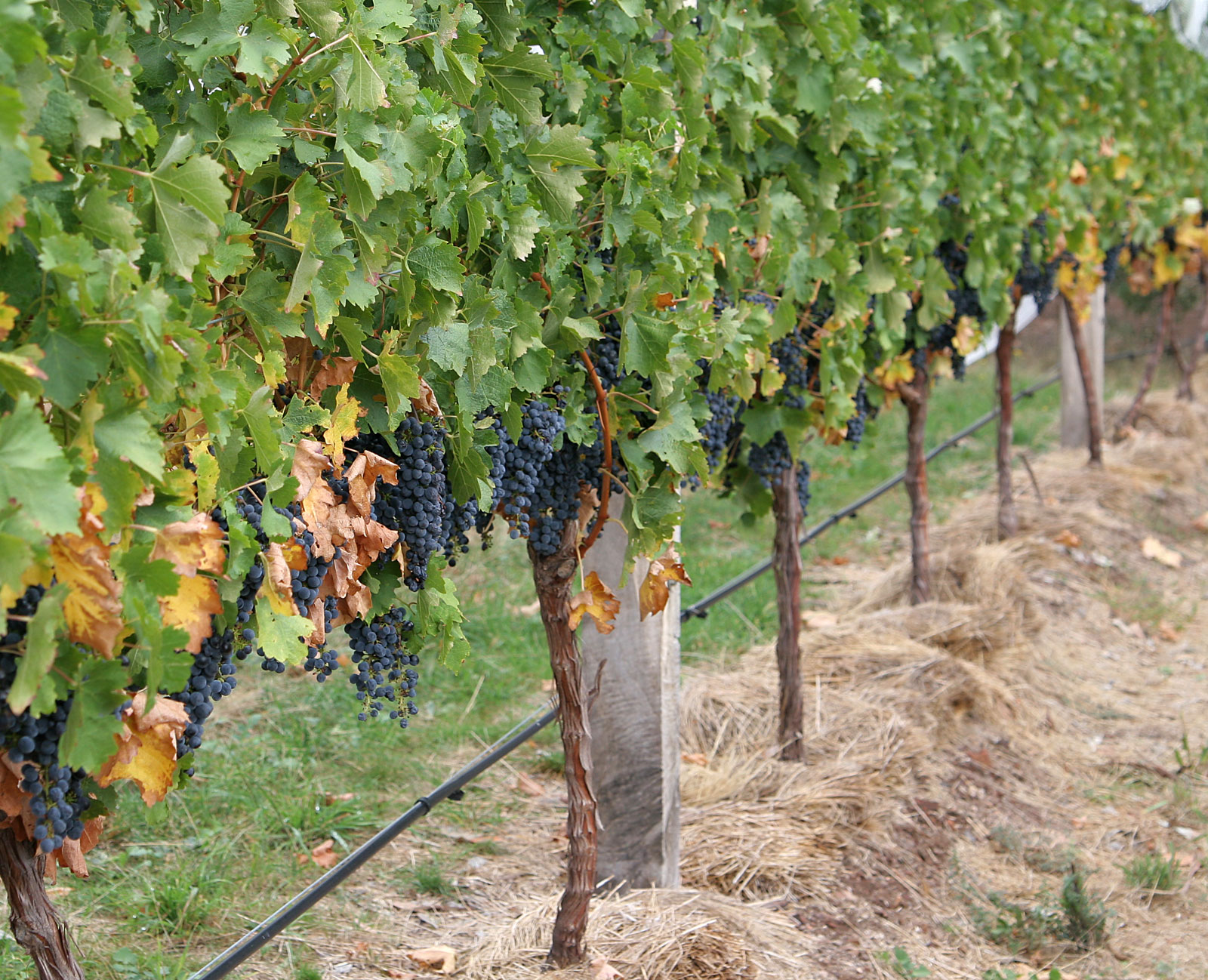
Vinya

- Callet
- Xarel·lo
- Macabeu
- Manto negre
- Parellada
- Garnatxa[11]
- Garnatxa roja
- Garnatxa blanca
- Garnatxa peluda
- Ull de llebre
- Moscatell
- Picapoll
- Trepat
- Trebbiano
- Treixadura
- Vernaccia
- Bogdanusa
- Mencía
- Malvasia
- Sumoll
- Monastrell

### Ampelonímia
El terme ampelonímia indica el conjunt de noms que designen ceps i raïms.

## Àrees vitivinícoles importants dels Països Catalans

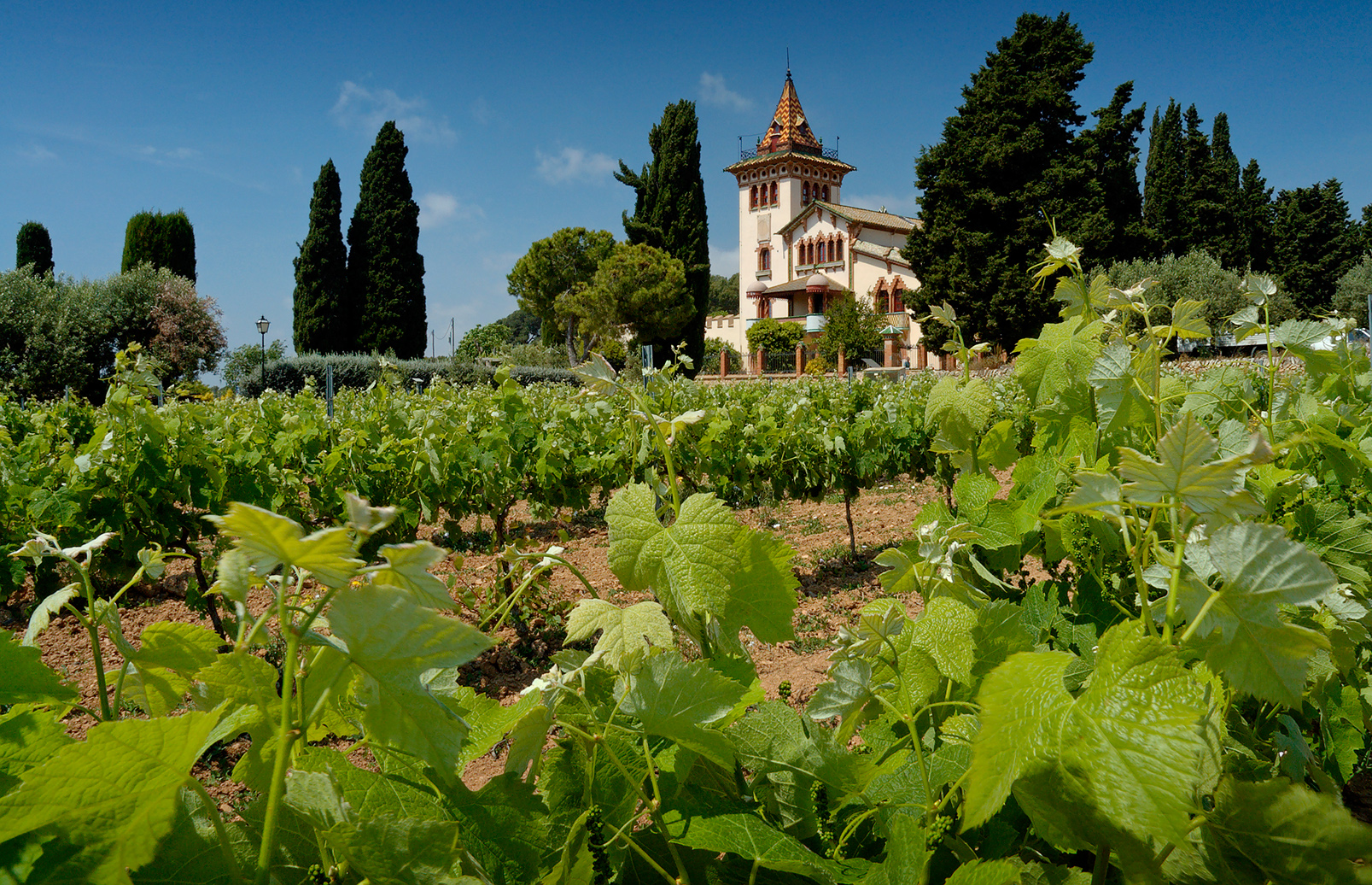
Finca Clos la Plana, a Sant Pere de Ribes, amb vinyes d'ull de llebre en primer terme.

A Catalunya el paisatge rural mediterrani clàssic, amb grans esteses d'olivera i vinya, es troba en punts molt concrets del territori. Tret d'algunes comarques molt especialitzades en un conreu com el Penedès o les Garrigues, els camps d'aquests conreus solen ser allunyats de les grans vies de comunicació, en racons de gran bellesa paisatgística que havien abastat una part del territori cultivable.
L'Empordà es considera el punt d'arribada presumpte de la vinya a la península Ibèrica. A l'Antiguitat hi ha documentades exportacions a Roma de vins de Tarragona, d'Alella i de Mallorca.
El conreu de la vinya ha abastat, de fet, el conjunt del país, de la conca del Segura a la Cerdanya. Al Pirineu hi havia hagut vinyes en les èpoques més càlides de l'Imperi Romà i també a la primeria del segle xix. La fil·loxera, xucladora de l'arrel dels ceps, va destruir una continuïtat de dos mil anys de conreu de vinya en una vintena d'anys el darrer quart del segle xix. Havia arribat al Llenguadoc el 1863 i l'any 1879 va travessar el Pirineu, que no feu de barrera natural com s'esperava; i després de destruir les vinyes de la Catalunya del Nord, estengué la devastació cap al sud i arribà el 1880 al Penedès.
Per tal de garantir la qualitat del vi al consumidor s'han creat bon nombre de denominacions d'origen. De fet, la majoria de productors que aposten per vins de qualitat s'han acollit a una DO.
Vegeu també les denominacions d'origen.
- Conca de Barberà
- Costers del Segre
- Terra Alta
- Penedès
- Priorat
- Empordà
- Pla de Bages
- Plana d'Utiel
- Vilar de l'Arquebisbe
- Marina Alta i Marina Baixa
- Zona del Vinalopó (Alt Vinalopó, Vinalopó Mitjà i Baix Vinalopó)
- Balears: Binissalem i Pla i Llevant, totes dues amb denominació d'origen.

## Productes derivats
Els productes aprofitables del conreu vitícola són prou coneguts:
- el raïm, comercialitzat directament com a fruita; el raïm de taula
- el most, suc de raïm madur sense fermentar, comercialitzat de manera semblant a altres sucs envasats
- el vi (suc de raïm fermentat)
- el vinagre de vi
- les panses
- els aiguardents derivats del vi
- confitures basades en el raïm
- antigament s'usava molt l'agràs, suc de raïms verds[14]

## Història
El cep prové d'una subespècie silvestre que va sobreviure l'era glacial a la zona entre la mar Càspia i el golf Pèrsic. Aquesta planta va ser domesticada allà on era autòctona entre el 3500 i el 3000 aC i se'n van obtenir tres subespècies cultivades: vitis vinifera pontica a Mesopotàmia, Armènia i Anatòlia, que més tard els fenicis portarien a Europa i hi donaria origen a algunes de les varietats blanques actuals; vitis vinifera occidentalis a la zona del Nil, origen de l'actual pinot noir; i vitis vinifera orientalis a la vall del riu Jordà, possiblement ancestre de la varietat moderna chasselas.

### Imperi romà
El conreu de les vinyes i l'elaboració del vi foren tractats pels agrònoms romans : Cató el Censor, Varró, Columel·la, Pal·ladi. Des del punt de vista comercial hi ha documentació del transport i venda de vi entre diversos punts de l'imperi.

### Imperi Romà d'Orient
En la Geopònica, enciclopèdia agronòmica de vint llibres, hi ha cinc llibres dedicats a la vinya:
- 4 i 5. Maneres de cultivar la vinya i el vi
- 6, 7 i 8. Maneres de fer vi.[16]

### Isidor de Sevilla
En les Etimologies, Isidor parlava del “vinum” i els seus efectes beneficiosos en la producció de sang dels consumidors.
- La tradició catalana va recollir aquesta convicció: “La carn fa carn i el vi fa sang”.[18][19]

### Omar Khayyam
Aquest gran poeta, matemàtic i astrònom persa fou un gran cantor del vi.

### Anglaterra medieval
La major part del vi era importat.

#### Chaucer
Eduard III d'Anglaterra va concedir a Chaucer "un galó de vi al dia durant la resta de la seva vida"; malauradament, no es va especificar la tasca per la qual va rebre la recompensa. Cal afegir que va ser un subsidi concedit en un dia de celebració, la diada de sant Jordi del 1374, quan tradicionalment es recompensen treballs artístics. Se suposa que ho hauria rebut per alguna de les seves obres poètiques importants. No es té coneixement d'altres premis similars en aquella època, però seria un fet precursor dels premis que posteriorment es concedirien als poetes. Chaucer va continuar recollint el vi fins que Ricard II va arribar al poder. A partir d'aquell moment, el 18 d'abril del 1378, el premi es va convertir en un subsidi.
- Chaucer va parlar que calia prevenir-se dels efectes embriagadors del vi blanc de Lepe (“... and namely from the white wine of Lepe / that is to sell in Fish-street and in Cheap...”).[24][25]

### Miquel Agustí
En el Llibre dels secrets d'agricultura, casa rústica i pastoril va tractar sobre les vinyes amb certa extensió.

### Seglexix
El darrer quart del segle xix la plaga de la fil·loxera va fer reconvertir el conreu de la vinya a tot Europa. Hi va haver zones productores que van especialitzar-se en vins blancs i d'altres en vins escumosos, a la moda de França. La fil·loxera comportà la destrucció de moltes hectàrees de vinya, substituïda per altres conreus que eren més productius, com fruiters o cereals, o bé requerien menys feines de manteniment, com els forestals.

## En la cultura popular

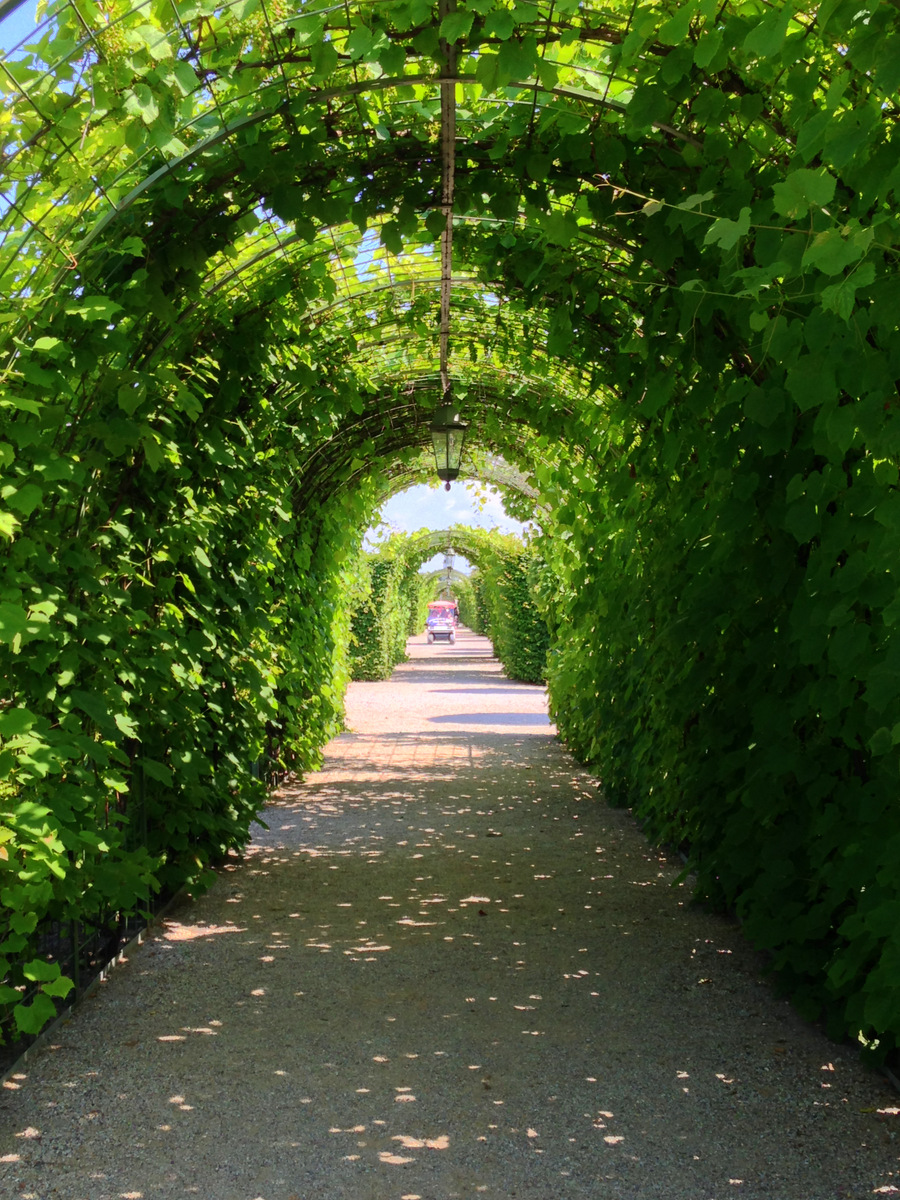
Parra formant un túnel.

És una vinya plana com totes,
ni tu l'esveres ni pensa en tu;
dels ceps en pengen les fràgils gotes
tornassolades del vi madur.
A banda de la seva importància per a fer-ne vi, el raïm apareix en nombroses obres artístiques. És l'atribut del déu Bacus en l'antiga mitologia clàssica. Per als grecs i romans la vinya simbolitzava la bona vida i la fertilitat.
A principis del s. XX, en alguns llocs del País Valencià on hi havia hagut excedent de raïm se'n va començar a consumir per cap d'any. Aquest costum s'estengué aviat a tot Espanya i s'hi instituí com una nova tradició menjar un gra de raïm cada campanada la mitjanit de cap d'any per tal d'atreure la sort l'any entrant.

### Parres i parrals
Una parra no és altre que un cep que es deixa créixer en alt, suportat per les branques d'un arbre, aspres (en el sentit de vares o estaques) disposats expressament o algun dispositiu similar.
El cep està arrelat a terra però els sarments s'enfilen a alçàries importants. També el raïm, quan n'hi ha, penja en alt.
El conreu en parres és una forma particular de la viticultura. Generalment, les varietats de cep estan especialment adaptades per a aquest ús. Antigament el raïm de les parres s'emprava per a fer vi medicinal, anomenat vi grec.
- Des del punt de vista arquitectònic i decoratiu, hi havia (i encara hi ha) nombrosos exemples de parres, disposades sobre un emparrat adequat, que formaven el sostre d'un indret a l'aire lliure prou acollidor per a permetre àpats o reunions a l'ombra (en algunes èpoques de l'any).

### Dites
- Tan cert com hi ha parres.[29]
- Estar en la parra.[30]
- La parra borda tot ho fa agràs
- Menjar cues de pansa fa tenir memòria
- Ser més tort que un cep. Es diu d'una persona difícil d'adduir.[31]
- Nas de cornalera. Es diu de la persona que té un nas ganxut i llarc com una cornalera[32]
- Cul de portadora. Es diu de la dona que té el cul molt gros[32]
- La dona borratxa i el vi al celler no pot ser[32]

### Rabassa morta
El contracte de rabassa morta era un contracte molt estès a Catalunya pel qual s'establia un conreu en règim emfitèutic semblant a un arrendament d'un tros de terra per a conrear-hi vinya, amb la condició de restar dissolt en haver mort dos terços dels primers ceps plantats, anomenat també “establiment a primers ceps”.

## Usos
Els sarments es poden usar com a ornament i com a combustible. El fruit, el raïm, és un aliment que es menja tot sol o amb altres ingredients, cuinat o no cuinat. El raïm es pot assecar de maneres diverses per a conservar-lo i poder-ne menjar tot l'any. Les panses també es poden menjar soles o en diferents preparacions, dolces o salades, cuinades o no: en pastissos, amb verdures, amb peix, en amanides, etc. Del raïm també se'n fa vi. Els pàmpols es poden emprar també en preparacions culinàries.

## Documents
Es conserven molts documents que fan referència a les vinyes. En contractes de compravenda o per a situar els límits d'altres propietats.
- any 96. Sili Itàlic cantava l'abundància dels vins laietans i el refinament dels vins de Tarraco.[36]
- any 901. Acta de dedicació de l'església de Santa Maria de Fontanet: “...ipsa vinea...”[37]
- any 904. Brungald i la seva muller Dolcesema venen una vinya ubicada a la vila de Lòria, per un preu de cinc sous, al comte Sunifred.[38]
- any 934. Bisbe Oliba. Donació d'una vinya.[39]
- any 984. Ranló (propietària) i Eldevic (propietari) venen dues peces de vinya a Bernat, vescomte de Conflent, i a la seva muller Guilla. Les vinyes estaven situades al suburbi d'Elna a la Vall del Conflent. El preu fou de 6 sous.[40]
- 999. Jovanna vengué a Hug la meitat de la torre de Valldossera amb les vinyes corresponents.[41]
- 1040. Sant Iscle de les Freixes: "...modiatam unam de vinea..."[42]
- 1079. "...vineis cum arboribus..."[43]
- 1535-1541. Segons Motolinia, vinyes a Puebla.[44]
- 1582. A Cortes de Pallars: “...lo bancal més baix devés lo barranch està plantat de parres de malvesia...”[45]
- 1590. Vinyes al Perú.[46]
- 1595. Prohibició de plantar noves vinyes a Amèrica.[47]
- 1611. El príncep Federigo Cesio va convidar Galileo a sopar en una vinya: "...invitaverat illum ad caenam in vinea quae dicitur malvasiae..."[48]
- 1618. Un indi de Xile llega una vinya en testament.[49]
- 1628. Referència al vi de Canàries.[50]
- 1818. "Raïms de panses".[51]
- 1820. La missió de San Gabriel Arcángel, a Califòrnia, produïa 500 bótes de vi i 200 d'aiguardent l'any.[52]
- 1835. Ondara: “...dos jornals de vinya de la varietat moscatell...”[53]
- 1836. Vinyes a Nuevo México citades per Alexander von Humboldt.[54]